# Ichthyurus silentvalleyensis
Ichthyurus silentvalleyensis là một loài bọ cánh cứng trong họ Cantharidae. Loài này được Mathew & Rao miêu tả khoa học năm 1986.